# Куренёвское кладбище
Куреневское кладбище (укр. Куренівське кладовище) — одно из городских кладбищ Киева. Расположено в Подольском районе, в местности Куренёвка, между Сырецкой улицей и железной дорогой.

## История
Кладбище возникло в XIX веке в селе Куренёвка. Относительно точной даты основания источники указывают разные годы: 1848, 1868 (Л. Кудрявцев называет дату 1825). В 1929 году кладбище преобразовано в один из городских некрополей Киева. Древнейшая (восточная) часть — преимущественно православная (с отдельными интернациональными участками). В 1955 году за счёт переноса захоронений с ликвидированного Лукьяновского еврейского кладбища начато создание еврейской части кладбища, которое в 1956—1957 годах выполняла функцию основного еврейского некрополя Киева.
В 1957 году кладбище официальный закрыто для новых захоронений (разрешалось подзахоранивать прах умерших только в урнах к могилам родственников). В 2005 году статус кладбища изменено на «полузакрытое» (открытое «для повторного захоронения гроба в семейную могилу»).
Сейчас на кладбище насчитывается около 17000 могил, из которых примерно треть — еврейские.

## Захоронения
На православной части, в частности, похоронены:
- Юрий Яковлевич Будяк (1878—1942) — украинский писатель, автор стихов, пьес, воспоминаний, статей, рецензий, произведений для детей. Отдельными изданиями вышло 20 книг. Был репрессирован в 1930-х годах. На могиле — стандартный мозаичный обелиск с чёрной мраморной доской.
- Тимофей Федорович Подий — диспетчер Киевского речного порта, секретарь подпольного Подольского райкома КП(б)У, действовавшего во время нацистской оккупации Киева.[6] В его честь назван пассажирский теплоход на Днепре.[7]
- Довженко Пётр Семенович (ум. 1942) — отец Александра Довженко. Захоронение утеряно.

На Куреневском кладбище был похоронен Фотий Степанович Красицкий (1873—1944), украинский художник, внучатый племянник Тараса Шевченко. В 1963 году останки Красицкого по просьбе родственников перенесены на Байково кладбище. Здесь же похоронена и дочь Красицкого Галина, также художница.
Недалеко от главного входа расположен мемориал советских солдат и офицеров, погибших в годы Великой Отечественной войны 1941—1945 во время боев за Киев (среди похороненных — 32 неизвестных).
На еврейской части, в частности, похоронены:
- Самуил Константинович Каспин (1877—1957) — скрипач, альтист, педагог, заслуженный артист УССР, участник струнного квартета Киевского музыкального училища, преподаватель Киевской консерватории в 1913—1950 годах.[8]
- Иона Яковлевич Басин-Щупак (1902—1955) — биолог, доцент, автор фундаментального труда «Анатомия растений».

Есть несколько усыпальниц (склепов) цадиков и раввинов. В частности, здесь похоронен цадик Шломо-Бенцион Тверской из Чернобыльской династии. Имеется несколько символических надгробий в честь расстрелянных в Бабьем Яру в 1941 году.